# Tautenhain (Frohburg)
Tautenhain ist ein Ortsteil der Stadt Frohburg im sächsischen Landkreis Leipzig. Die Gemeinde Tautenhain mit ihrem Ortsteil Ottenhain wurde am 1. Januar 1994 in die Gemeinde Eulatal eingemeindet, mit der sie am 1. Januar 2009 zur Stadt Frohburg kam.

## Geografie

### Geografische Lage und Verkehr
Tautenhain befindet sich im Osten des Stadtgebiets von Frohburg. Der Ort liegt am Goldbach, der über die Kleine Eula in die Eula entwässert. Tautenhain besitzt einen Haltepunkt an der Bahnstrecke Leipzig–Geithain. 

### Nachbarorte
| Hopfgarten  | Ebersbach                                   |                 |
| Frankenhain | Kompassrose, die auf Nachbargemeinden zeigt | Nauenhain       |
|             | Geithain                                    | (Neu) Ottenhain |

## Geschichte

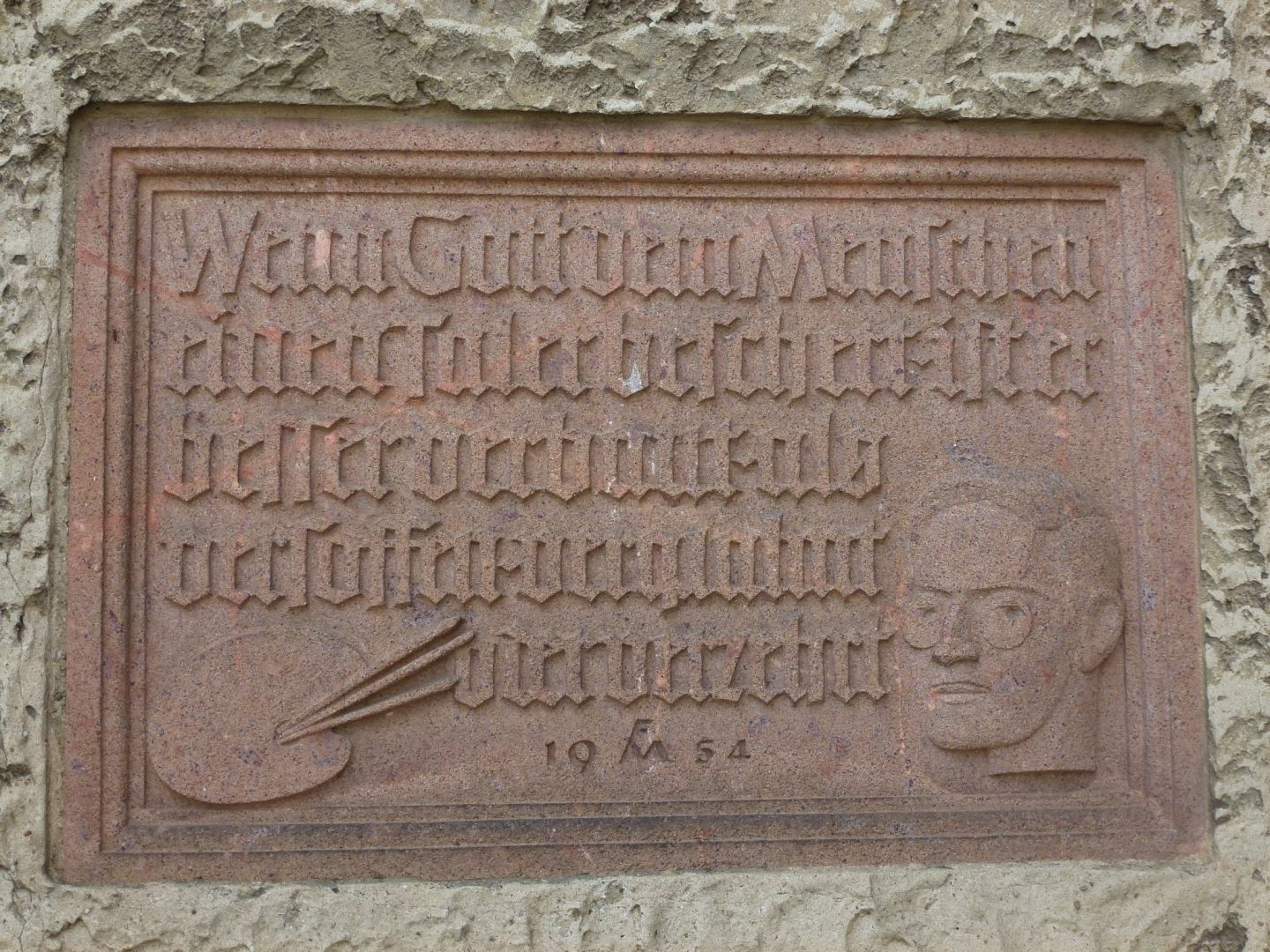
Erinnerungstafel am ehem. Wohnhaus von Felixmüller

Das Reihendorf Tautenhain wurde erstmals im Jahr 1287 als Tutenhayn urkundlich erwähnt. Die Kirche des Orts wurde erstmals im Jahr 1318 genannt. Tautenhain war bis 1856 ein Amtsdorf im Südwesten des kurfürstlich-sächsischen bzw. königlich-sächsischen Amts Colditz. Ab 1856 gehörte der Ort zum Gerichtsamt Geithain und ab 1875 zur Amtshauptmannschaft Borna.
1934 wurde Ottenhain mit Alt-Ottenhain eingemeindet. Durch die zweite Kreisreform in der DDR kam die Gemeinde Tautenhaim im Jahr 1952 zum Kreis Geithain im Bezirk Leipzig, der ab 1990 als sächsischer „Landkreis Leipzig“ fortgeführt wurde und 1994 im Landkreis Leipziger Land aufging. Tautenhain war im Jahr 1994 einer der fünf Orte, die sich zur Gemeinde Eulatal zusammenschlossen, welche am 1. Januar 2009 in die Stadt Frohburg eingemeindet wurde. Seit 2008 gehört Tautenhain zum Landkreis Leipzig.

## Sehenswürdigkeiten
- Kirche mit Bildern von Conrad Felixmüller

## Persönlichkeiten
- Conrad Felixmüller (* 1897 in Dresden; † 1977 in Berlin-Zehlendorf), Maler, lebte von 1944 bis 1967 in Tautenhain und schuf 1951/52 für die dortige Kirche die Emporenbilder
- Frauke Petry (* 1975 in Dresden), AfD-Vorsitzende, lebte in Tautenhain